# Verband für den Fernen Osten
Der Verband für den Fernen Osten entstand 1919 in Berlin durch Fusion der Deutsch-Asiatischen Gesellschaft mit der Deutschen China-Gesellschaft (Berlin, gegr. 1914). Er bestand bis 1944/45. Erster Präsident war der deutsche Diplomat Paul von Koerner, der vermögende Lübecker Kunstmäzen Max Linde der Generalsekretär. Der preußische Minister Otto Boelitz folgte als Präsident. Das öffentliche Organ war die Ostasiatische Rundschau, die mit dem Ostasiatischen Verein zusammen herausgegeben wurde. Friedrich-Wilhelm Mohr (1881–1936) war ab 1922 der hauptamtliche Schriftleiter in der Redaktion, ihm folgte Otto Richter, der 1946 wegen NS-Nähe zwangsweise in die USA verbracht wurde.
Damit sollten die deutschen ostasiatischen und besonders chinesischen Interessen nach dem Verlust der deutschen Kolonie Tsingtau gebündelt werden. Dazu gehörten ökonomische Interessen, aber auch die Belange der verbliebenen oder zurückgewanderten Deutsch-Chinesen. Eine wichtige Rahmenbedingung bot das im Mai 1921 geschlossene Deutsch-chinesische Handelsabkommen, das deutschen Produkten die Rückkehr nach China ermöglichte. Besonders den verbotenen Waffenhandel mit den chinesischen Warlords dominierte Deutschland, das durch den Waffenexport die eigene Produktion aufrechterhielt. Der Verband aber kümmerte sich vorwiegend um kulturelle und wissenschaftliche Beziehungen. So unterstützte er den Betrieb der Tongji-Universität in Shanghai mit einem Abkommen (1921). Dagegen blieb er gegenüber Japan wegen dessen Übergriffen auf deutsches Eigentum reserviert. Erst mit dem Interesse der NS-Diktatur an Japan wurden die Beziehungen gestärkt (deutsche Schulen, Sprachunterricht, kultureller Austausch).